# Herbert Schäfer (Fußballspieler)
Herbert Schäfer (* 16. August 1927 in Siegen; † 6. Mai 1991 ebenda) war ein deutscher Fußballspieler und -trainer. Der als Halbstürmer und Mittelläufer einsetzbare Spieler gewann mit seinem Verein Sportfreunde Siegen im Jahre 1955 die deutsche Amateurmeisterschaft, nahm mit den DFB-Amateuren an den Olympischen Sommerspielen 1952 in Helsinki und 1956 in Melbourne teil und wurde von Bundestrainer Sepp Herberger am 20. November 1957 einmal in der deutschen A-Nationalmannschaft im Länderspiel in Hamburg gegen Schweden eingesetzt.

## Laufbahn

### Verein, bis 1960
Herbert Schäfer verbrachte seine gesamte Spielerkarriere bei seinem Heimatverein Sportfreunde Siegen. Er gehörte den Sportfreunden seit 1938 an. Bis zum Zusammenbruch des Spielbetriebs im Zweiten Weltkrieg war er Jugendspieler, dann rückte er nach Wiederaufnahme des Fußballs in die 1. Mannschaft auf. Er zeichnete sich schon früh durch eine brillante Ballbehandlung und hohe Spielintelligenz aus. Er war die alles überragende Spielerpersönlichkeit in den 1950er Jahren im Spiel der Siegener. Nach dem Aufstieg in der Runde 1946/47 in die Landesliga Westfalen gehörte er einschließlich der Saison 1955/56 mit seinen Sportfreunden dieser Liga an. In den Jahren 1953 bis 1956 feierte Schäfer mit seinem Verein viermal in Folge die Meisterschaft in der Gruppe Süd. Zum Höhepunkt wurde die Saison 1954/55. Nach dem Erfolg im Entscheidungsspiel um den Gruppensieg gegen SuS Menden 09 belegte Schäfer mit seinen Mannschaftskollegen in den Spielen um die Westfalenmeisterschaft hinter Eintracht Gelsenkirchen und dem VfB Bielefeld den dritten Rang. Da Gelsenkirchen und Bielefeld eine Lizenz für die 2. Liga West beantragten vertrat Siegen Westfalen bei den Spielen um die deutsche Amateurmeisterschaft. Unter der Führung von Trainer Hans „Schäng“ Paffrath und Spielführer Herbert Schäfer setzten sich die Sportfreunde überlegen in der Gruppenphase gegen SV Bergisch Gladbach, Sterkrade 06/07 und den 1. FC Neukölln durch und zogen in das Halbfinale gegen den Heider SV ein. Gegen das Team seines späteren Nationalmannschaftskollegen bei den DFB-Amateuren, Willi Gerdau, wurde ein schwer erkämpfter 3:1-Sieg errungen und damit in das Finale eingezogen. Vor 15.000 Zuschauern in Wetzlar wurde das Endspiel zu einer klaren Angelegenheit für die Siegerländer. Der Finalgegner SpVgg Bad Homburg wurde souverän mit 5:0 Toren geschlagen und die Carl-Riegel-Trophäe für den deutschen Amateurmeister 1955 in Empfang genommen. Die Berichterstattung überschlug sich in ihren Lobeshymnen, und ein Experte wie Karl-Heinz Heimann schrieb nach dem 5:0-Triumph:

„Was Fritz Walter für den 1. FC Kaiserslautern ist, ist Herbert Schäfer für die Sportfreunde Siegen.“

Die kluge Regie Schäfers war das Sahnehäubchen dieses Endspiels.
Mit der Verbandsauswahl von Westfalen war der Siegener 1955 auch in das Finale im Länderpokal eingezogen, verlor dort aber gegen die starken Bayern mit Meßmann, Reitgaßl, Semmelmann und Zeitler.
In der Runde 1955/56 glückte in der Landesliga souverän mit 13 Punkten Vorsprung die Titelverteidigung. In der Westfalenmeisterschaft mussten sich Schäfer und Kollegen aber hinter dem SC Dortmund 95 mit der Vizemeisterschaft begnügen und konnten somit nicht ihren Titel im Wettbewerb um die deutsche Amateurmeisterschaft verteidigen, wo schließlich der VfB Speldorf die Farben des WFV vertrat.
Ab der Saison 1956/57 trug Siegen seine Verbandsspiele in der neu eingeführten Verbandsliga Westfalen Gruppe Südwest aus. Am 16. Juni 1957 verlor Herbert Schäfer mit seinen Kollegen der Westfalenauswahl das Finale im Länderpokal in Hannover gegen Niedersachsen. Die Siegener Institution feierte in der Runde 1958/59 an der Seite von Mittelstürmer Albert Kühn und der neuen Offensivhoffnung Gerhard Neuser seinen fünften Meistertitel, verlor aber wiederum das Finale um die Westfalenmeisterschaft gegen die SpVgg Beckum. Nach der Erringung der Vizemeisterschaft 1959/60 hinter dem Meister und Aufsteiger in die 2. Liga West, SSV Hagen, beendete der fast 33-jährige Herbert Schäfer im Olympiasommer 1960 seine aktive Spielerlaufbahn und übernahm nahtlos 1960/61 das Traineramt bei seinen Sportfreunden.
Obwohl der Filigrantechniker und geniale Spielgestalter, der überragende Siegener Fußballer seiner Generation, im Laufe seiner langen Karriere mehrere Angebote aus dem Vertragsspielerlager der Fußball-Oberligen – unter anderem vom 1. FC Köln, FC Schalke 04 und dem Karlsruher SC – vorliegen hatte, blieb er bis zum Ende seiner Karriere als Amateur in Siegen. Einzig und allein Schäfers Heimatverbundenheit und Vereinstreue verhinderte eine weitaus glanzvollere Karriere in der A-Nationalmannschaft, als es seine Berufung im Jahre 1957 statistisch dokumentiert.

### Auswahlberufungen, 1951 bis 1960
Im Februar 1951 erhielt Bundestrainer Sepp Herberger den Auftrag, eine deutsche Mannschaft für das Fußballturnier der Olympischen Sommerspiele 1952 in Helsinki aufzubauen. Bei der Sichtung waren für den Bundestrainer und die ihm zuarbeitenden Verbandstrainer die Spiele um den Länderpokal und die deutsche Amateurmeisterschaft der Jahre 1951 und 1952 die primären Kriterien zur Auswahl des Spielerkaders. Herbert Schäfer gelangte zwar mit Westfalen im Länderpokalwettbewerb des Jahres 1951 bis in das Halbfinale, schied aber 1952 bereits in der Vorrunde aus und war mit Siegen in der Amateurmeisterschaft überhaupt nicht vertreten. Im letzten Moment sprang er noch im Juni 1952 auf den Olympia-Zug auf. Im dritten Amateurländerspiel der DFB-Geschichte, am 8. Juni 1952 in München gegen Österreich, wurde er von Herberger zum Einsatz gebracht. Beim 2:0-Sieg bildete er zusammen mit Kurt Sommerlatt und Alfred Post die Läuferreihe und überzeugte so nachdrücklich, dass er in das endgültige Olympiaaufgebot aufgenommen wurde.
Kurz vor dem Abflug von Hamburg nach Helsinki, am 17. Juli, trug die Amateurnationalmannschaft am 6. Juli in Kiel noch ein Testspiel gegen die schweizerische B-Elf aus, das mit 2:3 Toren verloren wurde. Das Olympiaturnier begann für die DFB-Elf am 20. Juli mit dem Spiel in Turku gegen Ägypten, das sich in der Qualifikation mit 5:4 Toren gegen Chile behauptet hatte. Bundestrainer Sepp Herberger war der verantwortliche Mann bei der Zusammenstellung des Olympiakaders gewesen und betreute die Auswahl auch persönlich während des Turniers. Er entschloss sich taktisch den nominell auf Halblinks agierenden Schäfer die Aufgabe des Mittelläufers zu übertragen und gleichzeitig den Stopper Herbert Jäger in der Abwehr als Ausputzer wirken zu lassen. Die Taktik ging auf, Deutschland gewann das Startspiel durch Tore von Karl Klug und Willi Schröder (2) mit 3:1 Toren. Vier Tage später traf die deutsche Elf in Helsinki auf Brasilien, das sich im Qualifikationsspiel souverän mit 5:1 Toren gegen die Niederlande durchgesetzt hatte und danach von den Experten vor Ort als Geheimtipp gehandelt worden war. Die Herberger-Schützlinge setzten sich am 24. Juli in einer dramatischen Begegnung mit 4:2 Toren in der Verlängerung gegen die brasilianischen Ballkünstler durch. Friedebert Becker führte zum Spiel aus:

„So können wir auch ins Finale stürmen! Warum die deutschen Amateure über den Geheimtip Brasilien triumphierten – Die Siegespalme gebührte dem Meisterstopper Schäfer, dem sich selbst übertreffenden Torhüter Schönbeck, dem zweifachen Torschützen Schröder und dem kaltblütigen Außenläufer Post. […] Umso höher werten wir als Kritiker die großartige Leistung des Siegener Mittelläufer Schäfer. Wir dachten zurück an den 2:0-Sieg über Österreich in München, als Schäfers kluges, überlegenes Spiel auffiel und ihn in letzter Sekunde noch in die Helsinki-Expedition einrücken ließ.“

Auch nach dem mit 1:3 Toren verlorenen Halbfinalspiel gegen Jugoslawien wurde die Leistung des Mannes aus dem Siegerland besonders gewürdigt:

„Schäfer bestätigte das Glanzzeugnis, das der Kicker ihm gegen Brasilien ausstellte. Als vorgeschobener Mittelläufer deckte er nicht nur Vukas erfolgreich, er zeigte auch seine Begabung im weittragenden Paß. Er und Jäger waren unsere Abwehrfelsen. Jäger und Schäfer haben sich für die ‚große‘ Nationalmannschaft empfohlen.“

Das sportliche Kräftemessen mit den jugoslawischen Klassespielern Vladimir Beara, Zlatko Čajkovski, Ivica Horvat, Vujadin Boškov, Bernard Vukas, Stjepan Bobek und Branko Zebec am 29. Juli 1952 in Helsinki gehörte zu den Höhepunkten der Karriere von Herbert Schäfer. Zwar verlor der Siegener mit seinen Kameraden auch das Spiel um den dritten Platz mit 0:2 Toren gegen Schweden, aber trotzdem war die Teilnahme am Olympiaturnier 1952 in Helsinki ein prägendes Erlebnis im Leben von Herbert Schäfer.
Er hatte bei Bundestrainer Herberger einen so positiven Eindruck hinterlassen, dass er trotz seiner Zugehörigkeit zu einem Amateurverein der Landesliga Westfalen nach den Olympischen Spielen am 9. November 1952 in einem B-Länderspiel in Basel gegen die Schweiz zum Einsatz kam und bei den zwei A-Länderspielen am 21. und 28. Dezember 1952 gegen Jugoslawien und Spanien dem Kader der Nationalmannschaft angehörte. Am 22. März 1953 absolvierte er sein zweites B-Länderspiel. Während der Endrunde um die deutsche Fußballmeisterschaft im Mai 1953 führte Bundestrainer Herberger Testspiele gegen Bolton Wanderers und zwei Regionalauswahlen durch. In den vier Spielen bildeten jeweils in der DFB-Auswahl Gerhard Harpers, Schäfer und Fritz Semmelmann die Läuferreihe.
Auch im Weltmeisterschaftsjahr 1953/54 gehörte der Amateurspieler trotz seiner weiteren Zugehörigkeit zur sportlichen Drittklassigkeit in der Landesliga Westfalen dem Kreis der Herberger-Schützlinge an. Er stand im Aufgebot für das erste WM-Qualifikationsspiel am 19. August 1953 in Oslo gegen Norwegen, bestritt ein Testspiel am 2. September 1953 in Konstanz mit einer DFB-Auswahl gegen eine Schweiz-Auswahl, absolvierte am 24. März 1954 sein drittes B-Länderspiel, gehörte erneut dem Nationalmannschaftskader für das Länderspiel am 25. April 1954 in Basel gegen die Schweiz an und spielte am 12. Mai 1954 in Düsseldorf in einer Deutschland-Auswahl gegen die Britisch Home Army. Er wurde vom DFB Anfang Mai für den 40er-Kader an die FIFA für die WM 1954 neben den Mittelläuferkonkurrenten Josef Posipal, Werner Liebrich und Gunther Baumann gemeldet. Bundestrainer Herberger lud Herbert Schäfer sogar zum Abschlusslehrgang ab dem 24. Mai 1954 in die bayerische Sportschule nach München-Grünwald ein, wobei er aus einem Kader von 28 Aspiranten seine endgültigen 22 Spieler für die Weltmeisterschaft in der Schweiz auswählte. Schäfer verletzte sich dabei aber und musste kurzfristig auf die Reise in die Schweiz verzichten.
Am 25. September 1955 kam Schäfer zu seinem vierten Einsatz in der B-Nationalmannschaft. Das erste Mal als Mannschaftskapitän führte er die Amateurnationalmannschaft am 19. Mai 1956 beim Länderspiel in Freiburg gegen Frankreich auf das Feld. Am 7. November 1956 führte die deutsche Olympiamannschaft die Generalprobe in Duisburg mit einem Testspiel gegen eine deutsche B-Auswahl durch. Am 16. November startete von Hamburg aus der Flug nach Melbourne zum Olympiaturnier 1956. Am 24. November verloren die DFB-Amateure das Spiel gegen die Sowjetunion mit 1:2 Toren. Die Mannschaft von DFB-Trainer Georg Gawliczek machte es dem eindeutigen russischen Favoriten um die Stars Lew Jaschin, Igor Netto und Eduard Strelzow sehr schwer. Schäfer war mit der Sonderaufgabe betraut den Sturmführer Strelzow zu bewachen und Rudolf Hoffmann agierte als Ausputzer. Mit der Niederlage war das Olympiaturnier für die deutsche Mannschaft beendet. Auch seine zweiten Olympischen Spiele ragen vom Erlebniswert – die lange Flugreise mit den Zwischenlandungen, die Atmosphäre und die Begegnungen bei den Spielen – in der Karriere von Herbert Schäfer heraus.
Im Juli 1957 gehörte er dem ersten WM-Lehrgang für das Turnier 1958 in Schweden an, war im September und Oktober bei zwei Testspielen von A- und B-Auswahlen im Einsatz und wurde schließlich am 20. November 1957 in Hamburg beim Länderspiel gegen die Schweiz von Herberger in der A-Nationalmannschaft als Mittelläufer eingesetzt. Zusammen mit den Abwehrkollegen Günter Sawitzki, Herbert Erhardt, Karl Schmidt, Karl Mai und Horst Szymaniak konnte Schäfer den Angriff der Schweden um Spielmacher Gunnar Gren und Mittelstürmer Agne Simonsson beim deutschen 1:0-Erfolg in Schach halten.
Danach setzte er seine internationale Karriere nur noch in der Amateurnationalmannschaft fort. Im Jahre 1959 standen die Qualifikationsspiele für die Olympischen Sommerspiele 1960 in Rom auf dem Programm. Mannschaftskapitän Herbert Schäfer, Willi Gerdau aus Heide und der Düsseldorfer Fortune Matthias Mauritz waren hierbei die Korsettenstangen bei der Personalplanung des verantwortlichen DFB-Trainer Georg Gawliczek. Am 15. April und 27. Mai 1959 wurden Holland und England jeweils mit 2:0 Toren geschlagen, und die Amateurnationalmannschaft schien mit Erwin Stein einen herausragenden Torjäger gefunden zu haben. Stein hatte in beiden Spielen die Tore erzielt. Zur Runde 1959/60 unterschrieb der Torjäger aber einen Vertrag beim Deutschen Meister Eintracht Frankfurt – er zog die Oberliga Süd und die Spiele um den Europa-Cup der möglichen Olympiateilnahme vor – und stand somit nicht mehr für die deutsch-deutschen Ausscheidungsspiele im September 1959 zur Verfügung. Im abschließenden Vorbereitungsspiel der DFB-Amateure am 5. August 1959 in Augsburg gegen eine Kombination der Vertragsspieler aus Augsburg und München profilierte sich der Mann von den Sportfreunden auf der linken Außenläuferposition zusammen mit dem Halblinken Günter Herrmann als Spielmacher beim 3:2-Erfolg der Amateur-Auswahl. In den beiden erfolgreichen Spielen gegen die DDR-Nationalmannschaft am 16. und 23. September 1959 stabilisierte er als Mittelläufer die Abwehr der DFB-Elf. Bei den zwei mit 2:0 beziehungsweise mit 2:1 Toren gewonnenen Spielen machte sich das Fehlen eines Torjägers von internationalem Format noch nicht in aller Deutlichkeit bemerkbar. Auch das erste Olympiaqualifikationsspiel am 11. November 1959 im heimischen Leimbachstadion gegen Finnland, das mit 2:1 Toren gewonnen werden konnte, verdeckte ergebnismäßig die mangelnde Durchschlagskraft des Angriffs. Die polnische Nationalmannschaft rückte dann aber mit ihren zwei 3:0- beziehungsweise 3:1-Erfolgen die Maßstäbe zurecht, die deutsche Amateurnationalmannschaft konnte sich nicht für die Olympischen Spiele 1960 qualifizieren, und Herbert Schäfer konnte nicht an seinem dritten olympischen Fußballturnier teilnehmen.
Hans Körfer beschreibt im Sportmagazin im Frühjahr 1960 kenntnisreich unter der Überschrift Gawliczek braucht im Sturm Korsettenstangen wie Schäfer und Gerdau die Situation der damaligen Amateurnationalmannschaft:

„An eines müssen wir uns gewöhnen: der Spielerwechsel bei den Amateuren wird immer viel stärker bleiben, als es bei der besten Nationalmannschaft der Fall ist. […] Spieler wie Herbert Schäfer, der an Siegen „gebunden“ ist, und bisher schon 21 Amateur-Länderspiele hinter sich hat, oder auch Willi Gerdau, der in Heide selbst nach dem Aufstieg den Vertrag ablehnte, sind selten. Wir wollen froh sein, dass wir sie haben, denn sie sind der erforderliche Rückhalt.“

Mit seinem 24. Länderspieleinsatz im DFB-Amateurteam am 26. Mai 1960 beim Spiel in Saarbrücken gegen Frankreich beendete Herbert Schäfer seine internationale Laufbahn. Sein Siegener Vereinskamerad Gerhard Neuser absolvierte beim 6:2-Sieg vor 8000 Zuschauer gegen den Olympiateilnehmer Frankreich sein drittes Länderspiel in der Amateurnationalmannschaft. Von 1955 bis 1960 hatte Schäfer alle 17 Länderspiele der DFB-Amateure bestritten. Insgesamt hatte der DFB von 1952 bis 1960 mit seiner Amateur-Elf 27 Länderspiele durchgeführt. Zur Relation der Rangliste der Rekordspieler: von 1970 bis 1972 trat die Amateurnationalmannschaft schon alleine zu 39 Länderspielen an. Mit dem Spiel in Saarbrücken verabschiedete sich auch der DFB-Trainer Georg Gawliczek von der Amateur-Auswahl, er übernahm zur Runde 1960/61 den FC Schalke 04 in der Fußball-Oberliga West.

### Ehrungen
Beim gemeinsamen Abendessen nach dem Amateur-Fußballländerspiel Deutschland gegen Frankreich in Saarbrücken überreichte der DFB-Spielausschuss-Vorsitzende Hans Körfer dem 25-maligen (24 Amateur-Länderspiele, ein A-Länderspiel) Nationalspieler Herbert Schäfer die goldene Länderspielnadel des Deutschen Fußball-Bundes sowie die DFB-Länderspielplakette in Gold.
Mit dem Silbernen Lorbeerblatt wurde ihm später durch den Bundespräsident auch noch die höchste Sportauszeichnung verliehen. Bundestrainer Sepp Herberger bezog im Einvernehmen mit dem Präsidium des Deutschen Fußball-Bundes den Siegener in jenes komplette Dutzend verdienter Fußball-Nationalspieler ein, denen 1960 nach einigen Kurzlehrgängen, aber ohne Studium an der Sporthochschule in Köln das Fußball-Lehrer-Diplom ausgehändigt wurde.

### Trainer, 1960 bis 1977
Herbert Schäfer, wenige Wochen nach dem Abschied aus dem Kreis der Amateur-Nationalmannschaft hatte er auch im Verein seine Fußballschuhe an den Nagel gehängt, übernahm zur Runde 1960/61 das Traineramt bei seinem Heimatverein Sportfreunde Siegen in der Verbandsliga Westfalen. Auf Anhieb holte er mit seinen Schützlingen mit neun Punkten Vorsprung vor den drei punktgleichen Verfolgern SC Dahlhausen, SG Wattenscheid 09 und TBV Mengede 08 den Meistertitel und stieg damit in die 2. Liga West auf. In den letzten zwei Jahren der Vertragsspielerära – 1961 bis 1963 – erreichte er mit den Sportfreunden in der alten Zweitklassigkeit gegen die Konkurrenten VfB Bottrop, TuS Duisburg, SpVgg Herten, STV Horst-Emscher, Rot-Weiss Essen, Arminia Bielefeld, Duisburger SV, SV Sodingen und den VfL Bochum die Plätze acht und fünf und wurde damit zur Einführung der Fußball-Bundesliga 1963/64 in die neue Fußball-Regionalliga West aufgenommen. Trainer Schäfer startete am 4. August 1963 mit seiner Mannschaft mit einem 1:1-Heimremis gegen Herten in die Saison. Das Paradestück der Mannschaft war der Innensturm mit Paul Haase, Albert Kühn (21 Tore) und Gerhard Neuser. Siegen erzielte 69 Tore in der Saison, der Vizemeister Wuppertaler SV kam auf 66 Tore. Siegen stieg aber durch die erhaltenen 85 Tore als 18. der Tabelle ab, und die Wuppertaler verdankten ihrer Defensive, die mit 36 Gegentoren die wenigsten Treffer im Westen zugelassen hatte, die Vizemeisterschaft. Mit 21:17 Punkten in den Heimspielen – darunter Siege gegen die Spitzenmannschaften Aachen (Meister), den Tabellendritten Düsseldorf, Marl-Hüls (4.), Viktoria Köln (5.) und Herne (6.) – wäre der Klassenerhalt für die Schäfer-Elf möglich gewesen. Aber auf den fremden Plätzen reichte es nur zu einem doppelten Punktgewinn mit 2:1 Toren bei Hamborn 07 und sechs Unentschieden. Mit einem Heimremis am 10. Mai 1964 gegen Borussia Mönchengladbach verabschiedete sich Siegen aus der Regionalliga West. Der Ex-Nationalspieler blieb noch zwei Jahre in der Verbandsliga Westfalen bei den Sportfreunden Trainer, ehe er zur Saison 1966/67 den VfL Klafeld-Geisweid 08 in der Landesliga übernahm und sofort zum Aufstieg in die Verbandsliga führte, wo er mit dem VfL drei Runden verbrachte.
Zur Saison 1971/72 kehrte er wieder zu seinem Heimatverein zurück und machte erneut den Aufstieg in die Fußball-Regionalliga West möglich. 1972/73 platzierte er den Aufsteiger mit 39:29 Punkten auf den ausgezeichneten siebten Tabellenrang. Angreifer Gerhard Scholtyschik erzielte für die Siegerländer 24 Tore. Im letzten Jahr der alten zweitklassigen Regionalligen, 1973/74, landete Schäfer mit seinen Sportfreunden auf dem zwölften Rang, musste aber durch die Neueinführung der 2. Fußball-Bundesliga zur Saison 1974/75 die Eingliederung in das Amateurlager hinnehmen. Nach dem dritten Rang in der Verbandsliga-Saison 1974/75 beendete er seine Trainertätigkeit bei den Sportfreunden und hängte beim Stadtteilverein Klafeld-Geisweid 1976/77 noch eine Saison in der Landesliga an, bevor er endgültig seine Laufbahn als Trainer beendete.

## Beruf und Tod
Der gelernte Schlosser, der beruflich lange Jahre als Hausverwalter für die örtliche Sparkasse tätig war, starb am 6. Mai 1991 im Alter von 63 Jahren.

## Anekdote
In den ersten Augusttagen des Jahres 1952 waren auf den Siegener Straßen 20.000 Menschen unterwegs, die Schäfer bei seiner Rückkehr aus Helsinki in einem Freudenzug vom Bahnhof zu seiner Wohnung geleiteten. Fast eine halbe Stunde war sämtlicher Verkehr lahmgelegt. Hof schreibt:

„Untergetaucht waren dabei in dem riesigen Menschenpulk zwei prominente Schalker – Präsident Albert Wildtfang und Mannschaftskapitän Hermann Eppenhoff. Sie hatten sich bereits vor dem Empfang in aller Stille eines honorigen Auftrags entledigt und in der Wohnung Schäfers ein riesiges Blumengebinde nebst Glückwunschadresse des FC Schalke 04 abgegeben. Die Königsblauen wollten auf Empfehlung von Fritz Szepan das Siegerländer Fußball-Idol als Spieler an den Schalker Markt holen. Doch das hätte den Herren um ein Haar eine Tracht Prügel eingebracht, als bei ihrem Auftauchen im überfüllten Vereinslokal die Siegener Fans Lunte rochen. In Erkennung seiner persönlichen körperlichen Notlage versicherte der Schalke-Boß spontan, die Finger von Schäfer zu lassen. Und als er gar noch den Sportfreunden ein Freundschaftsspiel auf dem Stadtplatz versprach, war die traditionelle Siegen-Schalke-Freundschaft wieder gesichert.“